# Siluety (album, Mandrage)
Siluety je čtvrté studiové album české pop rockové hudební skupiny Mandrage. Vydáno bylo 8. listopadu roku 2013.

## Seznam skladeb
1. Černobílá
2. Úhel pohledu
3. Celý svět
4. Na dlani
5. Siluety
6. Bezbarvej oheň
7. Ach ty rozchody
8. Tanči dokud můžeš
9. Velký boty
10. Porcelán